# Condal
Condal est une commune française située dans le département de Saône-et-Loire, en région Bourgogne-Franche-Comté.

## Géographie
Condal fait partie de la Bresse louhannaise. C'est une commune aux collines verdoyantes et boisées dominant la vallée du Solnan.
Ses habitants sont appelés les Condalois et Condaloises sur un territoire d'une superficie de 16,4 km2 (soit 25,8 hab./km2).

### Climat
Pour des articles plus généraux, voir Climat de la Bourgogne-Franche-Comté et Climat de Saône-et-Loire.
En 2010, le climat de la commune est de type climat océanique dégradé des plaines du Centre et du Nord, selon une étude du Centre national de la recherche scientifique s'appuyant sur une série de données couvrant la période 1971-2000. En 2020, Météo-France publie une typologie des climats de la France métropolitaine dans laquelle la commune est exposée à un climat semi-continental et est dans la région climatique Bourgogne, vallée de la Saône, caractérisée par un bon ensoleillement (1 900 h/an), un été chaud (18,5 °C), un air sec au printemps et en été et des vents faibles.
Pour la période 1971-2000, la température annuelle moyenne est de 11,2 °C, avec une amplitude thermique annuelle de 17,7 °C. Le cumul annuel moyen de précipitations est de 1 069 mm, avec 12,4 jours de précipitations en janvier et 8,2 jours en juillet. Pour la période 1991-2020, la température moyenne annuelle observée sur la station météorologique de Météo-France la plus proche, « Varennes-st-sa », sur la commune de Varennes-Saint-Sauveur à 4 km à vol d'oiseau, est de 12,1 °C et le cumul annuel moyen de précipitations est de 1 043,2 mm. 
La température maximale relevée sur cette station est de 39,4 °C, atteinte le 24 août 2023 ; la température minimale est de −16,4 °C, atteinte le 20 décembre 2009,,.
Les paramètres climatiques de la commune ont été estimés pour le milieu du siècle (2041-2070) selon différents scénarios d'émission de gaz à effet de serre à partir des nouvelles projections climatiques de référence DRIAS-2020. Ils sont consultables sur un site dédié publié par Météo-France en novembre 2022.

## Urbanisme

### Typologie
Au 1er janvier 2024, Condal est catégorisée commune rurale à habitat dispersé, selon la nouvelle grille communale de densité à sept niveaux définie par l'Insee en 2022.
Elle est située hors unité urbaine et hors attraction des villes,.

### Occupation des sols
L'occupation des sols de la commune, telle qu'elle ressort de la base de données européenne d’occupation biophysique des sols Corine Land Cover (CLC), est marquée par l'importance des territoires agricoles (77 % en 2018), une proportion sensiblement équivalente à celle de 1990 (76,2 %). La répartition détaillée en 2018 est la suivante : prairies (40,9 %), zones agricoles hétérogènes (30,4 %), forêts (23 %), terres arables (5,7 %). L'évolution de l’occupation des sols de la commune et de ses infrastructures peut être observée sur les différentes représentations cartographiques du territoire : la carte de Cassini (XVIIIe siècle), la carte d'état-major (1820-1866) et les cartes ou photos aériennes de l'IGN pour la période actuelle (1950 à aujourd'hui).

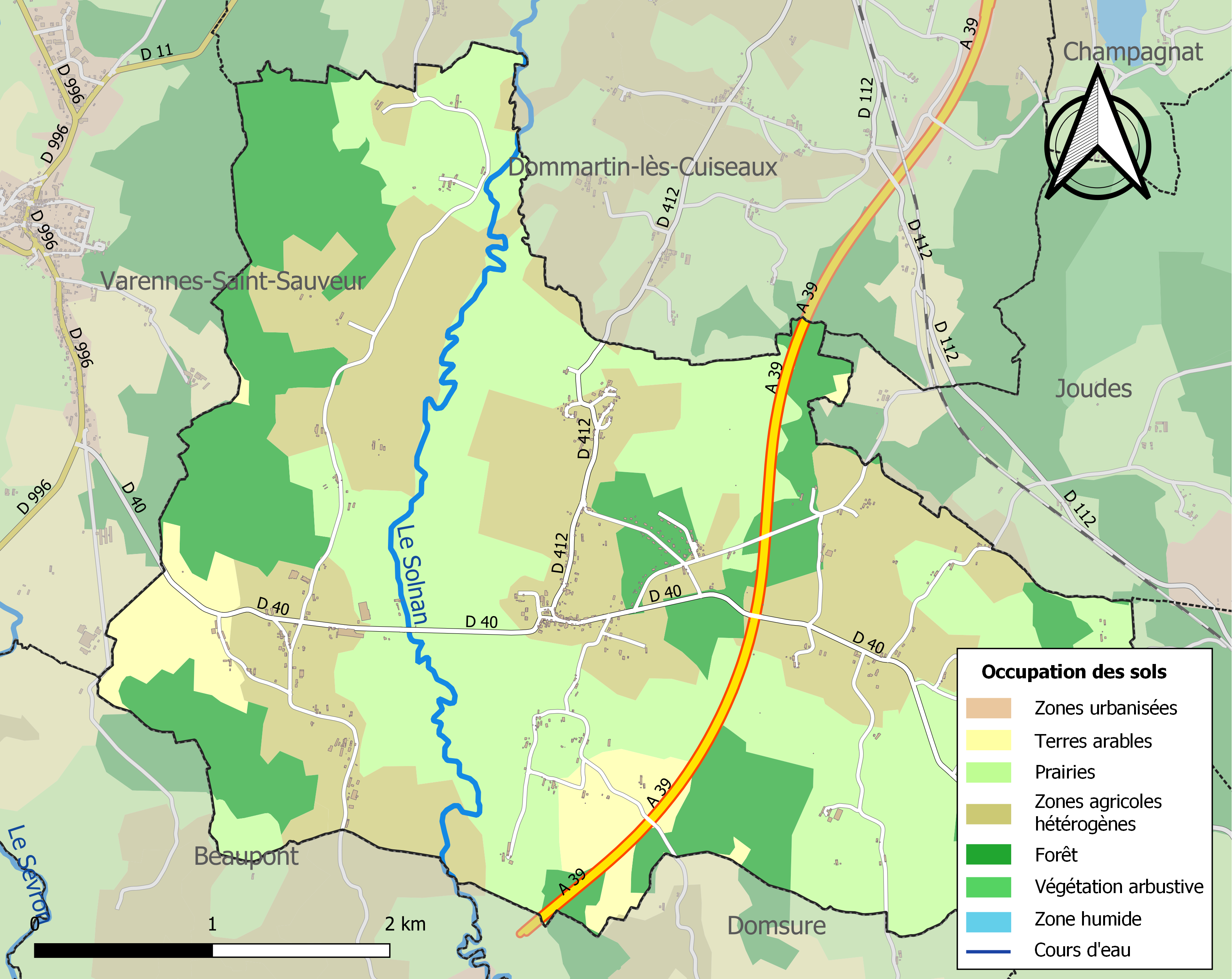
Carte des infrastructures et de l'occupation des sols de la commune en 2018 (CLC).

## Toponymie

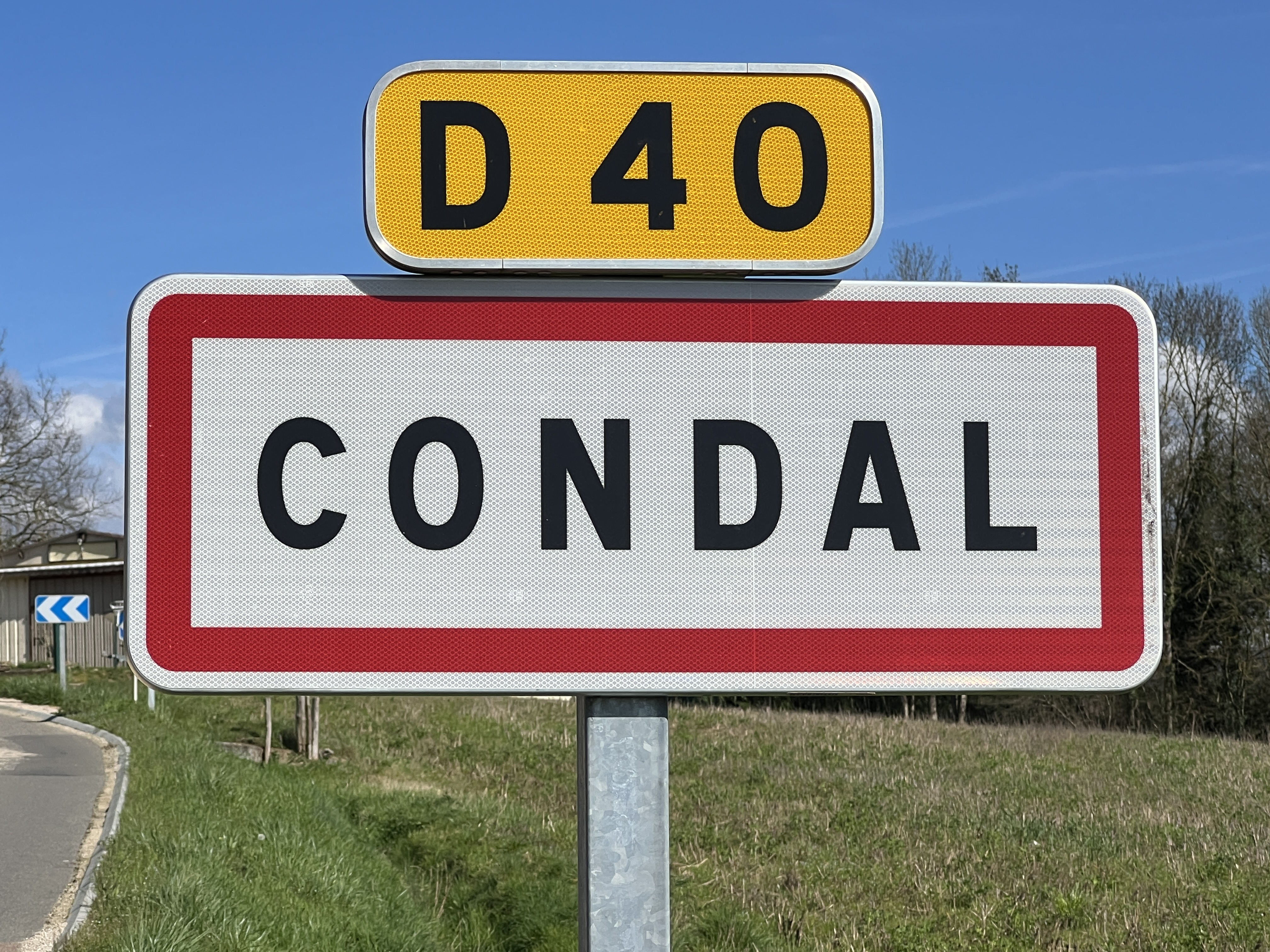
Panneau d'entrée dans le village.

Le nom est attesté sous les formes Condai en 1211, Conda en 1307, Condaz en 1324. Il vient du gaulois condate désignant un confluent, en l'occurrence celui du Solnan avec le Bief de Béançon.

## Histoire
Le 20 février 1637, durant la guerre de Dix ans, le village est attaqué et conquis par le régiment comtois du colonel de Goux.
Jusqu'à la Révolution française, Condal et Saint-Sulpice, localités du département de Saône-et-Loire relevant depuis 1801 du diocèse d'Autun, dépendirent du diocèse de Saint-Claude (érigé en 1742).
La commune a été formée en 1809 par la fusion des bourgs de Condal et de Saint-Sulpice.

## Politique et administration

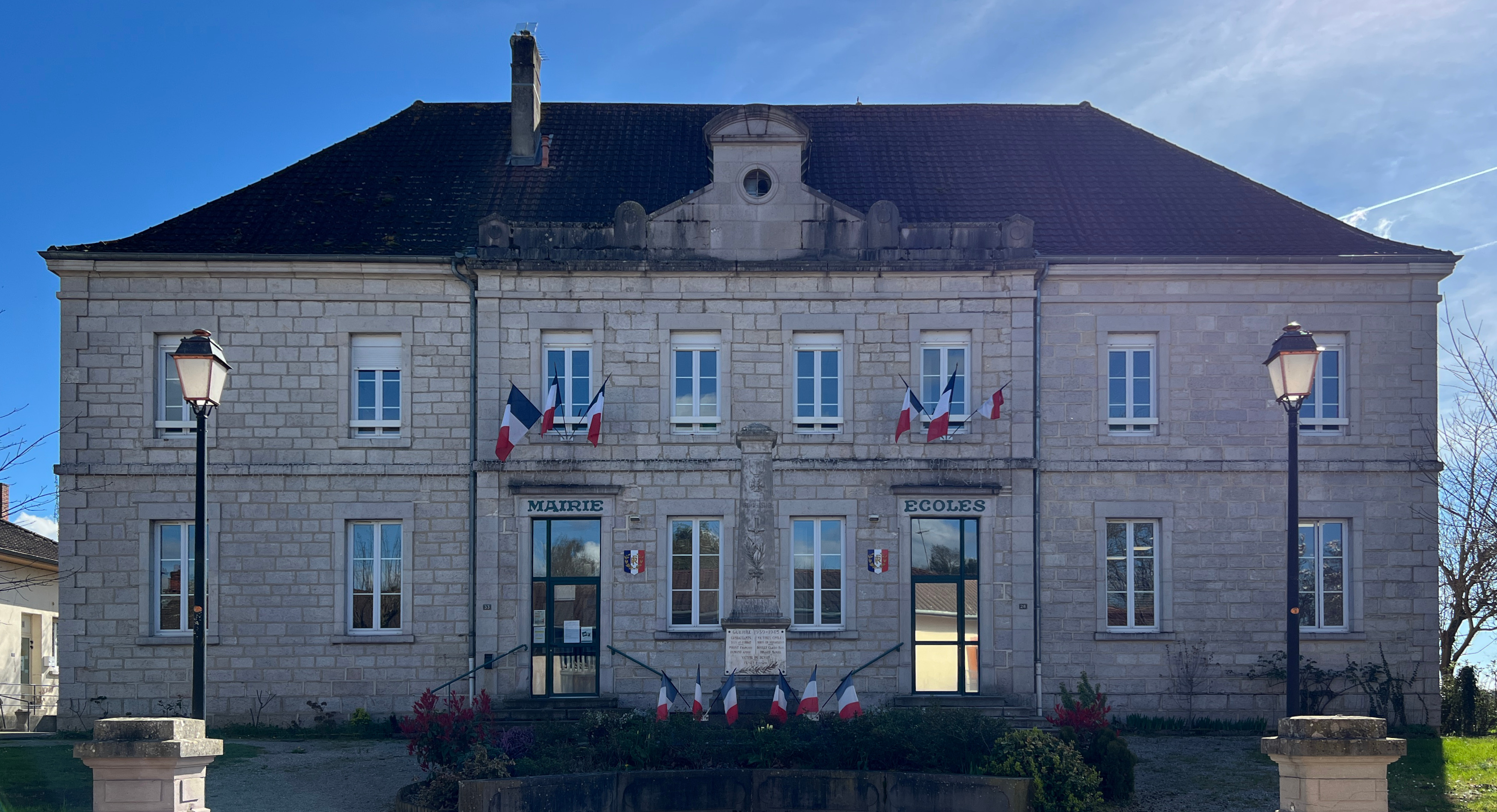
Mairie.

### Tendances politiques et résultats

#### Élections présidentielles
Le village de Condal place en tête à l'issue du premier tour de l'élection présidentielle française de 2017, Marine Le Pen (RN) avec 30,96 % des suffrages. Mais lors du second tour, Emmanuel Macron (LaREM) est en tête avec 53,82 %.

#### Élections législatives
Le village de Condal faisant partie de la quatrième circonscription de Saône-et-Loire, place en tête lors du 1er tour des élections législatives françaises de 2022, Cécile Untermaier (PS), députée sortante, avec 34,76 % des suffrages comme lors du second tour, avec cette fois-ci, 60,26 % des suffrages.

#### Élections régionales
Le village de Condal place la liste « Pour Une Région Qui Vous Protège » menée par Julien Odoul (RN) en tête, dès le 1er tour des élections régionales de 2021 en Bourgogne-Franche-Comté, avec 34,45 % des suffrages. Lors du second tour, les habitants décideront de placer la liste de « Notre Région Par Cœur » menée par Marie-Guite Dufay, présidente sortante (PS) en tête, avec cette fois-ci, près de 37,70 % des suffrages. Loin devant les autres listes menées par Julien Odoul (RN) en seconde position avec 28,69 %, Gilles Platret (LR), troisième avec 25,41 % et en dernière position celle de Denis Thuriot (LaREM) avec 8,20 %. Il est important de souligner une abstention record lors de ces élections qui n'ont pas épargné Le village de Condal avec lors du premier tour 64,72 % d'abstention et au second, 64,17 %.

#### Élections départementales
Le village de Condal faisant partie du canton de Cuiseaux place le binôme de Frédéric Cannard (DVG) et Sylvie Chambriat (DVG), en tête, dès le 1er tour des élections départementales de 2021 en Saône-et-Loire avec 50,42 % des suffrages. Lors du second tour, les habitants décideront de placer de nouveau le binôme de Frédéric Cannard (DVG) et Sylvie Chambriat (DVG), en tête, avec cette fois-ci, près de 54,55 % des suffrages. Devant l'autre binôme menée par Sébastien Fierimonte (DIV) et Carole Rivoire-Jacquinot (DIV) qui obtient 45,45 %. Il est important de souligner une abstention record lors de ces élections qui n'ont pas épargné le village de Condal avec lors du premier tour 64,72 % d'abstention et au second, 64,17 %. La commune de Condal fait partie du canton de Cuiseaux qui comprend les communes suivantes : 

Champagnat, Condal, Cuiseaux, Condal, Flacey-en-Bresse, Frontenaud, Joudes, Le Miroir et Varennes-Saint-Sauveur.

### Liste des maires de Condal
| Période                                  | Période   | Identité             | Étiquette | Qualité |
| ---------------------------------------- | --------- | -------------------- | --------- | ------- |
| mars 1977                                | mars 2006 | Guy Cannard          |           |         |
| mars 2006                                | en cours  | Jean-Louis Desbordes | SE        |         |
| Les données manquantes sont à compléter. |           |                      |           |         |

## Démographie
L'évolution du nombre d'habitants est connue à travers les recensements de la population effectués dans la commune depuis 1793. Pour les communes de moins de 10 000 habitants, une enquête de recensement portant sur toute la population est réalisée tous les cinq ans, les populations de référence des années intermédiaires étant quant à elles estimées par interpolation ou extrapolation. Pour la commune, le premier recensement exhaustif entrant dans le cadre du nouveau dispositif a été réalisé en 2004.

En 2022, la commune comptait 460 habitants, en évolution de +6,48 % par rapport à 2016 (Saône-et-Loire : −1,06 %, France hors Mayotte : +2,11 %).
| 1793 | 1800 | 1806 | 1821 | 1831 | 1836 | 1841 | 1846 | 1851 |
| ---- | ---- | ---- | ---- | ---- | ---- | ---- | ---- | ---- |
| 640  | 708  | 624  | 792  | 840  | 812  | 849  | 862  | 867  |

| 1856 | 1861 | 1866 | 1872 | 1876 | 1881 | 1886 | 1891 | 1896 |
| ---- | ---- | ---- | ---- | ---- | ---- | ---- | ---- | ---- |
| 897  | 892  | 905  | 902  | 916  | 872  | 881  | 876  | 908  |

| 1901 | 1906 | 1911 | 1921 | 1926 | 1931 | 1936 | 1946 | 1954 |
| ---- | ---- | ---- | ---- | ---- | ---- | ---- | ---- | ---- |
| 867  | 846  | 813  | 748  | 725  | 680  | 657  | 601  | 567  |

| 1962 | 1968 | 1975 | 1982 | 1990 | 1999 | 2004 | 2006 | 2009 |
| ---- | ---- | ---- | ---- | ---- | ---- | ---- | ---- | ---- |
| 515  | 434  | 392  | 405  | 392  | 342  | 405  | 411  | 417  |

| 2014 | 2019 | 2022 | - | - | - | - | - | - |
| ---- | ---- | ---- | - | - | - | - | - | - |
| 432  | 459  | 460  | - | - | - | - | - | - |

Selon une étude datant de 2004, Condal suit le lot de beaucoup de communes rurales avec en particulier un taux de célibataires importants :
- population totale : 405 personnes avec 50,4 % d'hommes et 49,6 % de femmes ;
- nombre de personnes célibataires : 27,3 % dans la population ;
- taux de retraités et préretraités dans la population en 2004 : 32,1 %.

## Économie locale et activités

### Ressources et productions
- Polyculture et pâturages.
- Élevage de bovins.
- La production est essentiellement axée sur l'élevage des poulets de Bresse d'appellation d'origine contrôlée, le chapon et l'industrie agroalimentaire.

### Activités
- Fête patronale et fête foraine : le dimanche de la semaine du 10 août ;
- Pêche dans le Solnan et les nombreux étangs que compte la commune ;
- Domaine de chasse ;
- Terrain de camping : n'étant plus aux normes, il a été fermé.
- Artisanat local.

## Culture locale et patrimoine

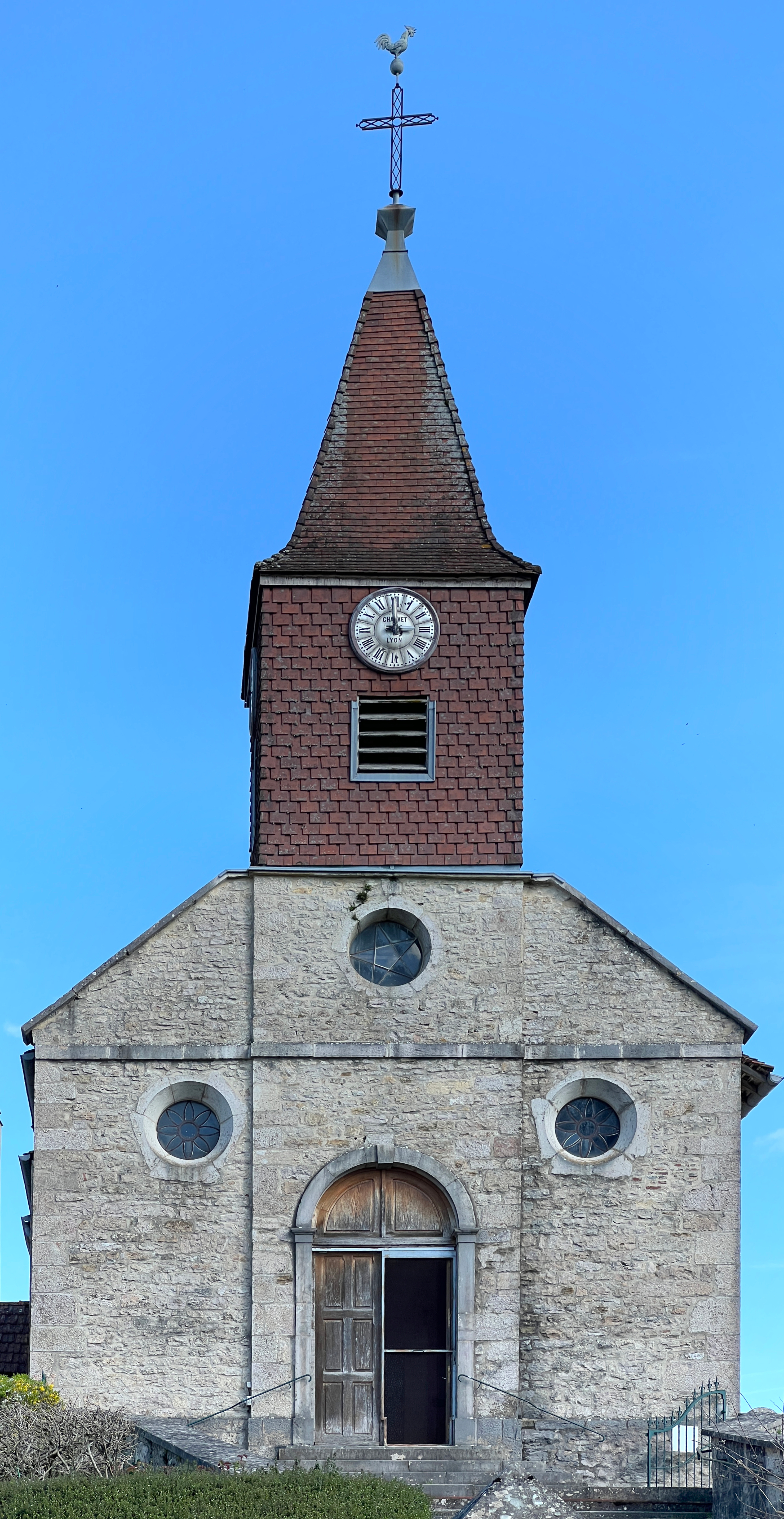
Église Saint-Laurent.

### Lieux et monuments
On trouve sur la commune plusieurs sites intéressants : 
- De nombreuses maisons bressanes avec leurs murs en torchis et croisillons, leurs toits qui débordent largement les murs de la ferme pour abriter les réserves de bois ou faire sécher le maïs en grain (les panouilles) suspendu à la charpente ;
- Le château de Saint-Sulpice ;
- Les mottes féodales de Saint-Sulpice et de La Motte-Morin ;
- Plusieurs moulins à eau restaurés ou en cours de restauration ;
- L'église, elle aussi restaurée.
- Le « verger » de charmes têtards[25].

### Personnalités liées à la commune
- Xavier de Dananche (1828-1894), peintre et graveur, habitait le château de Saint-Sulpice, et est inhumé dans cette commune.

## Pour approfondir